# Hornillalastra
Hornillalastra es una localidad del municipio burgalés de Merindad de Sotoscueva, en la Comunidad Autónoma de Castilla y León (España).

## Localidades limítrofes
Confina con las siguientes localidades:
- Al norte con Hornillalatorre.
- Al sur con Hornillayuso.
- Al oeste con Cornejo.

## Demografía
Evolución de la población
| Gráfica de evolución demográfica de Hornillalastra entre 2000 y 2017 |
|                                                                      |
| Población de derecho (2000-2017) según el padrón municipal del INE   |

## Historia
Así se describe a Hornillalastra en el tomo IX del Diccionario geográfico-estadístico-histórico de España y sus posesiones de Ultramar, obra impulsada por Pascual Madoz a mediados del siglo XIX:

Lugar en la provincia, diócesis, audiencia territorial y capitanía general de Burgos (14 ½ leguas), partido judicial de Villarcayo (2 ½) y ayuntamiento de la Merindad de Sotoscueva. Situado en una llanura donde le combaten con más frecuencia los vientos N y S, siendo su clima templado y bastante sano. Tiene 11 casas, varias fuentes de buena agua a corta distancia del pueblo y una iglesia parroquial (San Miguel) servida por un cura párroco y un sacristán. Confina el término N la Peña de Espinosa; E Bedón; S Pereda, y O Cornejo. El terreno es de buena calidad y le cruza el río llamado del Somo, sobre el cual hay un pequeño puente de piedra, y junto a la población se encuentran montes plantados de encinas y robles. Caminos: los que dirigen a los pueblos limítrofes, en mal estado; y la correspondencia la reciben en Villarcayo los mismos interesados. Producciones: trigo y demás semillas; ganado de todas clases; caza de perdices, codornices y sordas, y pesca de truchas en corta cantidad. Industria: la agrícola. Población: 9 vecinos, 34 almas. Capital productivo: 148.500 reales. Imponible: 14.280.
Diccionario geográfico-estadístico-histórico de España y sus posesiones de Ultramar